# Bisamand
Bisamand (Biziura lobata) är en morfologiskt och ekologiskt annorlunda andfågel med stela stjärtfjädrar och stor näbbflik som lever i södra Australien och vars taxonomiska placering är under diskussion.

## Utseende
En adult hane mäter 60–70 cm och har under häckningssäsongen en arttypisk, stor mörk läderartad flik under den svartgrå näbben. Adulta honor mäter 47–55 cm och saknar fliken under näbben. Deras murriga gråbruna, tunt vitstreckade, fjäderdräkt är oansenlig och skiljer sig inte mellan könen. Bisamanden flyter mycket lågt i vattnet, nästan likt en skarv, och de simhudsförsedda fötterna sitter mycket långt bak på kroppen. Ungarna är först täckta med en mörkbrun dundräkt.
Honor och hanar i icke häckningsdräkt är mycket lika och om man inte är bekant med deras könsskillnader vad gäller beteende så går det ej att på håll skilja dem åt i fält.

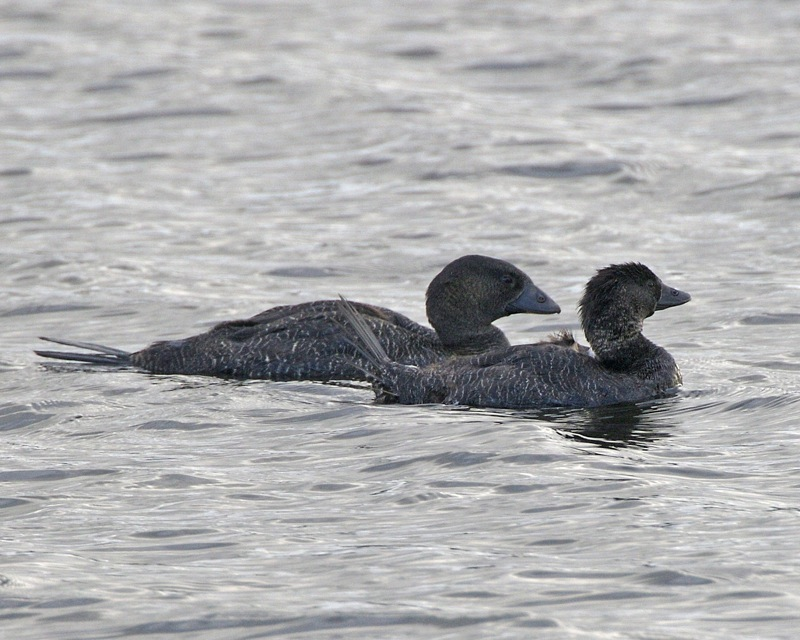
Två honor fotograferade i vid Lake Wallace, Blue Mountains, New South Wales.
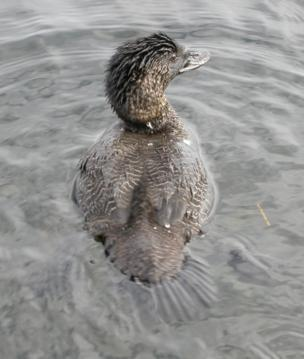
Honfärgad individ

### Förväxlingsrisker med andra arter
Inom artens ursprungliga utbredningsområde är den solfjäderformade styva stjärten distinkt vilket exempelvis skiljer den från vattrad and (Stictonetta naevosa) som i övrigt är i samma storlek och har samma dräktfärg och vanor. Australisk kopparand (Oxyura australis) har en liknande form på sin stjärt men skiljer sig i övrigt i färg, form och jizz.

## Utbredning och systematik
Bisamänder är förhållandevis vanliga i vattensystemen Murray-Darling och Coopers Creek, och i de våtare näringsrika områdena i södra delen av Australien, till exempel i det sydvästra hörnet av Western Australia, i Victoria, och på Tasmanien. Den undviker områdena längre norrut och de torra delarna i västra och nordvästra Australien. Tidigare behandlades den som monotypisk, men delas numera upp i två underarter med följande utbredning:
- Biziura lobata lobata – sydvästra Australien
- Biziura lobata menziesi – sydöstra Australien

### Släktskap inom familjen
Arten är den enda nu levande i släktet Biziura. En utdöd släkting förekom tidigare i Nya Zeeland, nyazeelandbisamanden (Biziura delautouri), men som bara är känd från förhistoriska subfossila benrester. Den var 8 % längre än den idag förekommande arten och hade ett proportionellt mycket stort huvud.
Släktförhållandena med andra andarter är osäkra för denna annorlunda and. Traditionellt placeras den i underfamiljen Oxyurinae som omfattar de andra änderna med stela stjärtfjädrar, men den verkar bara vara på avstånd besläktad med kopparänderna i släktet Oxyura. Dess mycket distinkta apomorfier gör att den är svår att placera systematiskt. En studie med mtDNA av cytokrom b och sekvensdata av DNA från 1996 indikerade att den är nära besläktad med den lika besynnerliga blåanden (Hymenolaimus malacorhynchus) vilket i så fall skulle representera det mest drastiska exemplet på evolutionär adaptation inom hela ordningen Anseriformes. Senare studier från 2009 har visat att bisamanden är systerart till en grupp som inkluderar kopparänder, svanar och gäss.

## Ekologi
Bisamanden föredrar djupa, lugna sjöar och våtmarker med både öppna vattenytor och vassruggar. Den tar sig inte ofta upp ur vattnet och är klumpiga på land. De flyger sällan. De har svårigheter att lyfta och landar klumpigt, med en låg inflygningsvinkel utan att fälla ned fötterna. Dock flyger de fort och långväga, med snabba, grunda vingslag, när de behöver.
I vattnet uppvisar de en stor rörlighet och de använder både fötter och stjärt för att svänga. Vanligtvis befinner sig bisamanden i vattnet hela dygnet där de ömsom födosöker energiskt och ömsom lugnt flyter omkring. Ibland sätter de sig på stockar eller torra land under kortare stunder. Under natten ligger de på vattnet, långt ut från land, med huvudet under vingen.
Bisamanden är en skicklig dykare och dyker med huvudet före så lugnt att vattenytan knappt krusas. De kan stanna under ytan i upp till en minut och kommer bara upp en mycket kort stund för att sedan dyka igen. De dyker för att undkomma predatorer och andra hot, och för att födosöka, ofta på ganska stora djup. De kan dyka ned till minst 6 meters djup och dess huvudföda utgörs av vattenlevande palpbaggar (Hydrophilidae), kräftdjur, snäckor, sötvattensmusslor, och liknande, men även olika former av vattenväxter och ibland någon fisk.
Under icke-häckningssäsong uppträder adulta hanar ofta ensamma. De håller och försvarar ett revir, varifrån de jagar bort andra hanar och ofta även honor. Juveniler och individer som inte nått könsmognad bildar stora flockar under delar av året. Det är fortfarande okänt när bisamanden når könsmognad i vilt tillstånd men det kan ta flera år. De är en långlivad art som fortfarande kan häcka när de är 20 år eller äldre.

### Häckning
Bisamandens häckningssäsong varierar beroende på regn och vattenstånd, men brukar infalla mellan juli och januari, med högst antal kullar i september eller oktober. Trots ett antal studier av arten är fortfarande lite känt om dess häckningsbeteende. Under perioden annonserar hanarna sin närvaro genom högljudda upprepade sekvenser med olika läten. Först plaskar de med foten i vattnet för att sedan följas av två mjuka, korta cuc cuc-läten, sedan en hög vissling och ett dovt grymtande. Denna ljudsekvens kan påbörjas under alla dygnets timmar, med eller utan att hanen visar upp sig och utför andra spelbeteenden, och sekvensen upprepas var fjärde till femte sekunds under så långa perioder som upp till en halvtimma. Den stora läderartade fliken under näbben, som sväller under häckningssäsongen, används inte för att skapa läten utan verkar enbart fungera som en visuell markör.
Honor och hanar tros para sig med flera individer i ett leksystem, men detta är fortfarande spekulationer. Honan bygger ensam boet och tar hand om ungarna.
Honan väljer en avskild plats för boet, ofta inne i en stor vass, långt från land och på djupt vatten, eller i skydd under ett överhängande buskage. De har dock även observerats bon på exempelvis en stubbe, i en ihålig trädstam och under en uppochnedvänd båt. Boet består av en enkel bale av nedtrampat växtmaterial med en grund fördjupning, som fodras med finare växtdelar, och efter att äggen är lagda, täcks av rikligt med dun. Honan verkar inte vara kapabel att frakta bomaterial utan förlitar sig på det som finns i närheten. När boet är färdigt drar honan ned vass över boet, vilket skapar ett sorts tak över boet som skyddar det från ovan. När hon lämnar boet, glider hon tyst ned under vattnet och kommer inte upp till ytan förrän hon är långt borta från boet.
Den genomsnittliga kullstorleken är okänd. Så stora kullar som tio ägg har observerats, men det troliga är att de lägger ungefär 3–4 ägg. I de allra flesta fallen överlever bara en unge, men ibland två, till att bli kapabla att simma och dyka, vilket de blir redan efter fem dagar efter kläckningen. Vid denna tid verkar de lämna boet. Ungarna stannar nära modern under flera månader och ibland, i början, kryper de upp på hennes rygg när hon simmar. Redan tidigt pickar de efter föda på ytan och gör kortare, grunda dyk, men den absoluta merparten av maten förses ungen av sin moder ända tills de nästan är fullvuxna.

## Bisamanden och människan

### Status och hot
Bisamanden skjuts ibland av jägare men har litet värde eftersom köttet inte anses gott. Utdikning av våtmarker och sänkning av vattenstånd i sjöar har inverkat på artantalet, vilket även de förhöjda salthalterna i Australiens vattensystem, men arten bedöms inte som hotad.

### Etymologi
Varifrån dess vetenskapliga släktnamn Biziura härstammar är okänt medan artepitetet lobata härstammar från latinets 'lobatus' vilket refererar till näbbfliken och ordmässigt kan jämföras med engelskans "lobed".